# Constantino de Ardanaz y Undabarrena
Constantino de Ardanaz i Undabarrena (Bilbao, 5 de febrer de 1820 – Santander, 1873) va ser un hisendista i polític espanyol.
Llicenciat en enginyeria a l'Escola de Camins, Canals i Ports de Madrid, en 1843 començà a treballar a Lugo i Còrdova. en 1845 fou destinat a Barcelona, on va treballar en el projecte de desviació del Llobregat i en l'Eixample de Barcelona. Després va marxar a Madrod, on va treballar en el canal de Lozoya i va ser catedràtic d'Economia Política a l'Escola Superior de Madrid, càrrec que va deixar en 1857 quan fou nomenat director del ferrocarril de Sevilla a Cadis. També va representar al Govern en missions científiques a Itàlia, Àustria i Regne Unit.
Republicà convençut, en la legislatura de 1865 fou elegit diputat per Ribadeo a Lugo i fou nomenat director general d'agricultura, indústria i comerç.. Tot i l'adscripció, en 1866 fou comissionat per les Juntes de Biscaia per defensar els furs bascos.
Després de la Gloriosa, fou elegit diputat novament per Mondoñedo a les eleccions generals espanyoles de 1869, per Ribadeo a les de 1871 i per Chantada a les d'abril i agost de 1872. Molt proper a Joan Prim i Prats, fou conseller d'estat i va ocupar el  Ministeri d'Hisenda entre el 13 de juliol i l'1 de novembre de 1869. Molt afectat per la mort de Prim, es va retirar a poc a poc de l'activitat política.